# Kiowa (Kansas)
Kiowa é uma cidade localizada no estado americano de Kansas, no Condado de Barber.

## Demografia
Segundo o censo americano de 2000, a sua população era de 1055 habitantes.
Em 2006, foi estimada uma população de 967, um decréscimo de 88 (-8.3%).

## Geografia
De acordo com o United States Census Bureau tem uma área de
2,7 km², dos quais 2,7 km² cobertos por terra e 0,0 km² cobertos por água. Kiowa localiza-se a aproximadamente 406 m acima do nível do mar.

## Localidades na vizinhança
O diagrama seguinte representa as localidades num raio de 20 km ao redor de Kiowa.